# شهرستان باتتورت (ویرجینیا)
شهرستان باتتورت، ویرجینیا (به انگلیسی: Botetourt County, Virginia) یک سکونتگاه مسکونی در ایالات متحده آمریکا است که در ویرجینیا واقع شده‌است.

## خصوصیات
شهرستان باتتورت ۱٬۴۱۴٫۱۴ کیلومترمربع مساحت دارد.